# Нікольське (Тотемський район)
Ні́кольське (рос. Никольское) — село у складі Тотемського району Вологодської області, Росія. Адміністративний центр Толшменського сільського поселення.

## Населення
Населення — 421 особа (2010; 511 у 2002).
Національний склад (станом на 2002 рік):
- росіяни — 100 %